# سوپر جام اروپا ۲۰۰۸

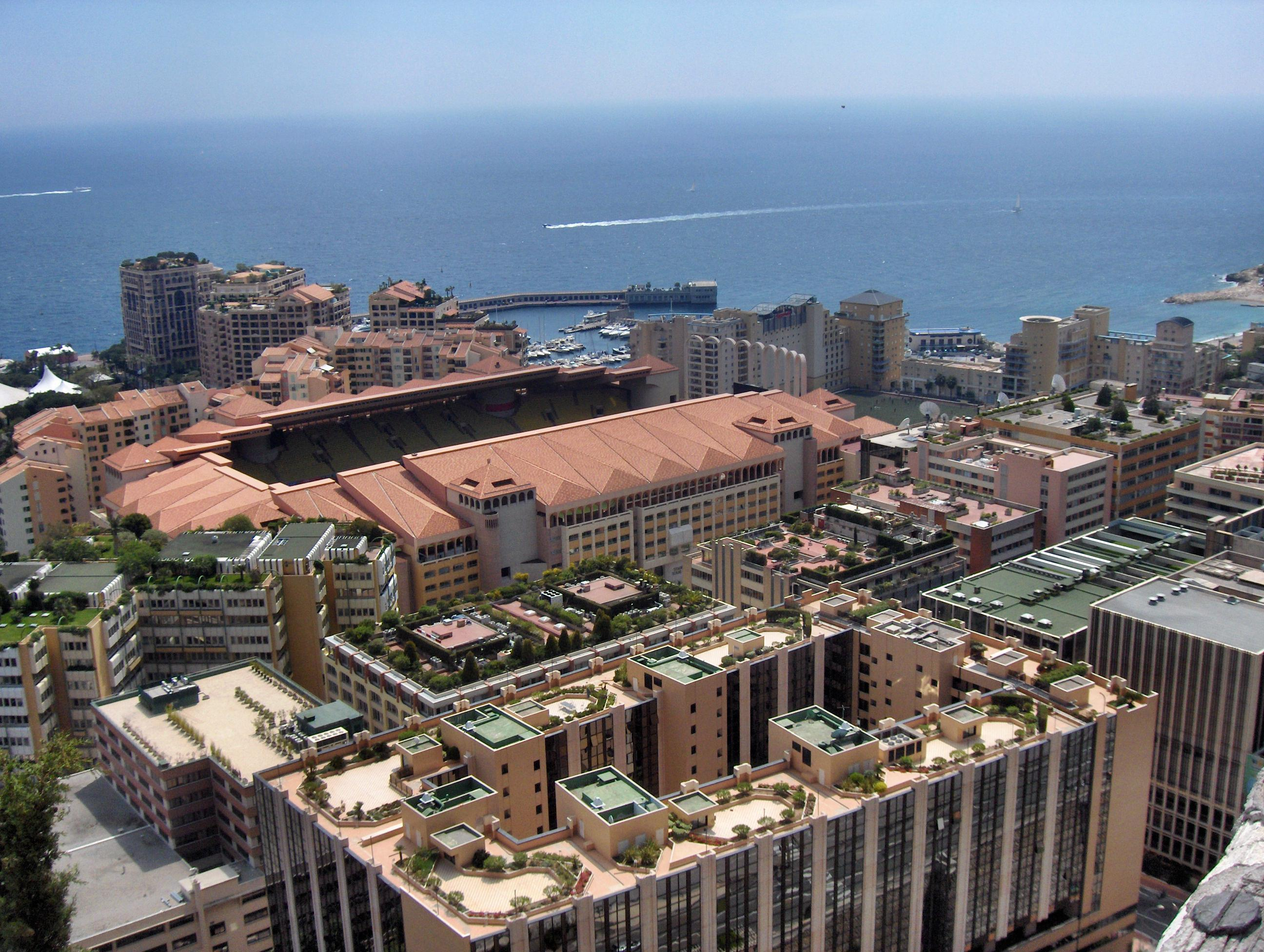
نمایی از ورزشگاه لویی دوم، محل برگزاری فینال

فینال سوپر جام اروپا ۲۰۰۸، رقابت پایانی سوپر جام اروپا است که مابین دو تیم باشگاه فوتبال زنیت سن پترزبورگ و باشگاه فوتبال منچستر یونایتد در ورزشگاه لویی دوم، موناکو برگزار شده‌است.
این مسابقه که در تاریخ ۲۹ اوت ۲۰۰۸ انجام شده‌است با نتیجه ۲ بر ۱ به سود باشگاه فوتبال زنیت سن پترزبورگ به پایان رسید.